# Trận Nineveh (627)
Trận Nineveh (tiếng Hy Lạp cổ: Ἡ μάχη τῆς Νινευί ) là trận đánh quan trọng của Chiến tranh La Mã – Ba Tư từ năm 602 đến năm 628.
Vào giữa tháng 9 năm 627,Hoàng đế  Heraclius đã xâm chiếm vào trung tâm của đế quốc Sasanian trong một chiến dịch mùa đông mạo hiểm và bất ngờ. Hoàng đế Khosrow II của Ba Tư bổ nhiệm Rhahzadh làm chỉ huy quân đội để đối đầu lại với đội quân của  Heraclius. Các đồng minh Gokturk của Heraclius đã không hỗ trợ, trong khi đó quân tiếp viện của Rhahzadh thì không đến kịp cho trận chiến. Trong trận chiến sau đó, Rhahzadh bị giết và những người Sasani còn sống đã rút lui.
Chiến thắng của Đế quốc Byzantine  dẫn đến cuộc nội chiến ở Ba Tư và sự khôi phục lại lãnh thổ của Đế chế La Mã (phương Đông) về biên giới vốn có của nó ở vùng Trung Đông. Cuộc nội chiến sau đó cũng làm suy yếu Đế chế Sasanian một cách đáng kể, góp phần  vào cuộc chinh phạt Ba tư của người Hồi giáo.

## Mở đầu
Khi Hoàng đế Maurice của  Đế quốc Byzantine bị sát hại bởi người đoạt vị, Hoàng đế Phocas, Khosrau II đã tuyên chiến để trả thù cho cái chết của ân nhân mình. Trong khi người Ba Tư thành công trong giai đoạn đầu của cuộc chiến,chiếm được phần lớn các vùng đất Levant, Ai Cập và cả vùng Anatolia, thì  Hoàng đế Heraclius với việc lên ngôi sau khi lật đổ Phocas đã dẫn đến sự thua cuộc của người Ba Tư. Các chiến dịch quân sự của Heraclius đã giúp thay đổi cán cân cuộc chiến, buộc người Ba Tư phải chuyển về thế phòng thủ và cho phép lính Byzantine lấy lại động lực để tiếp tục cuộc chiến. Liên minh với người Avar, người Ba Tư đã cố gắng chiếm Constantinople, nhưng bị đánh bại sau đó.
Trong khi Cuộc bao vây Constantinople đang diễn ra, Heraclius đã liên minh các Khazar dưới quyền Ziebel, được xác định là đế quốc  Western Turkic Khaganate của người Göktürk do Tong Yabghu đứng đầu, cùng với lời hứa về các phần thưởng và việc kết hôn với con gái mình là Eudoxia Epiphania. Người Thổ Nhĩ Kỳ ở Caucasus đã đồng ý hỗ trợ bằng cách gửi 40.000 quân để xâm lược Đế quốc Ba Tư vào năm 626 dẫn đến Chiến tranh Ba Tư -Thổ Nhĩ Kỳ lần thứ 3. Liên minh này đã tập trung chủ yếu vào việc bao vây Tiflis.

## Cuộc xâm lược vào Mesopotamia
Vào giữa tháng Chín 627, để cho Ziebel ở lại tiếp tục cuộc bao vây Tiflis, Heraclius đã tấn công vùng đất trung tâm của đế quốc Ba Tư, với khoảng 25.000-50.000 lính và 40.000 quân Göktürks hỗ trợ. Tuy nhiên, lính Göktürks đã không giúp đỡ vì điều kiện mùa đông khắc nghiệt.  Heraclius bị 12.000 lính của Rhahzadh đuổi theo, nhưng đã cố tránh giao chiến với Rhahzadh mà tiến công thẳng vào Mesopotamia,Đế quốc Ba Tư (Iraq hiện đại).  Heraclius lấy thức ăn cho lính và gia súc từ khu vực nông thôn trên dường đi, làm cho đội quân của Rhahzadh đuổi theo sau gặp khó khăn trong việc tìm kiêm nguồn cung cấp thức ăn.

Bản đồ hành quân trước và sau trận chiến

Vào ngày 1 tháng 12, đội quân của Heraclius đã vượt qua dòng sông Zab và cắm trại gần Nineveh, tàn tích cũ của thủ đô của Đế quốc Assyria. Đây là sự di chuyển từ phía nam lên bắc, trái với dự tính ban đầu  về một cuộc hành quân về phía nam. Tất nhiên, đây có thể coi là cách để tránh dính vào bẫy của quân đội Ba Tư.Đội quân của Rhahzadh đang tiếp cận Nineveh từ một vị trí khác. Biết được rằng 3000 quân tiếp viện Ba Tư đang đến, Heraclius đã buộc phải có hành động. Ông đã giả vờ rút lui khỏi Ba Tư bằng cách dong sông Tigris.

## Chiến trường
Heraclius tìm thấy một vùng đồng bằng ở phía tây sông Zab, cách không xa tàn tích của Nineveh. Địa hình cho phép Byzantines tận dụng lợi thế của mình trong các việc sử dụng giáo và chiến đấu tầm gần. Hơn nữa, sương mù còn làm giảm lợi thế của Ba Tư trong việc sử dụng vũ khí tầm xa và cho phép lính Byzantine tấn công mà không bị tổn thất nặng nề từ việc bắn yểm trợ từ xa của lính Ba Tư. Walter Kaegi tin rằng trận chiến này diễn ra gần Karamlays Creek.

## Trận chiến
Vào  tháng 12, Rhahzadh triển khai lực lượng của mình thành ba lớp quân đội và tấn công. Heraclius giả vờ rút lui để dẫn người Ba Tư đến đồng bằng trước khi phản công lại người Ba Tư. Sau tám giờ chiến đấu, người Ba Tư phải rút lui đến chân đồi gần đó, nhưng đó đã không phải sự tiêu diệt hoàn toàn. Chỉ có 6.000 người Ba Tư ngã xuống.
Lược sử tóm tắt của Nikephoros nói rằng Rhahzadh đã thách đấu Heraclius trong một trận chiến cá nhân. Heraclius đồng ý và giết Rhahzadh trong một nhát đam; Hai người khác cũng đã thách đấu và thua cuộc. Theo một sử gia Byzantine khác, Theophanes, cũng ủng hộ điều này. Tuy nhiên, nhiều nghi ngờ đã được đặt là việc này có thực sự xảy ra hay không. Tuy nhiên dù thế nào, Rhahzadh đã chết  trong trận chiến.
3.000 quân tiếp viện của Ba Tư đã đến muộn để hỗ trợ Rhahzadh trong trận chiến.

## Hậu quả

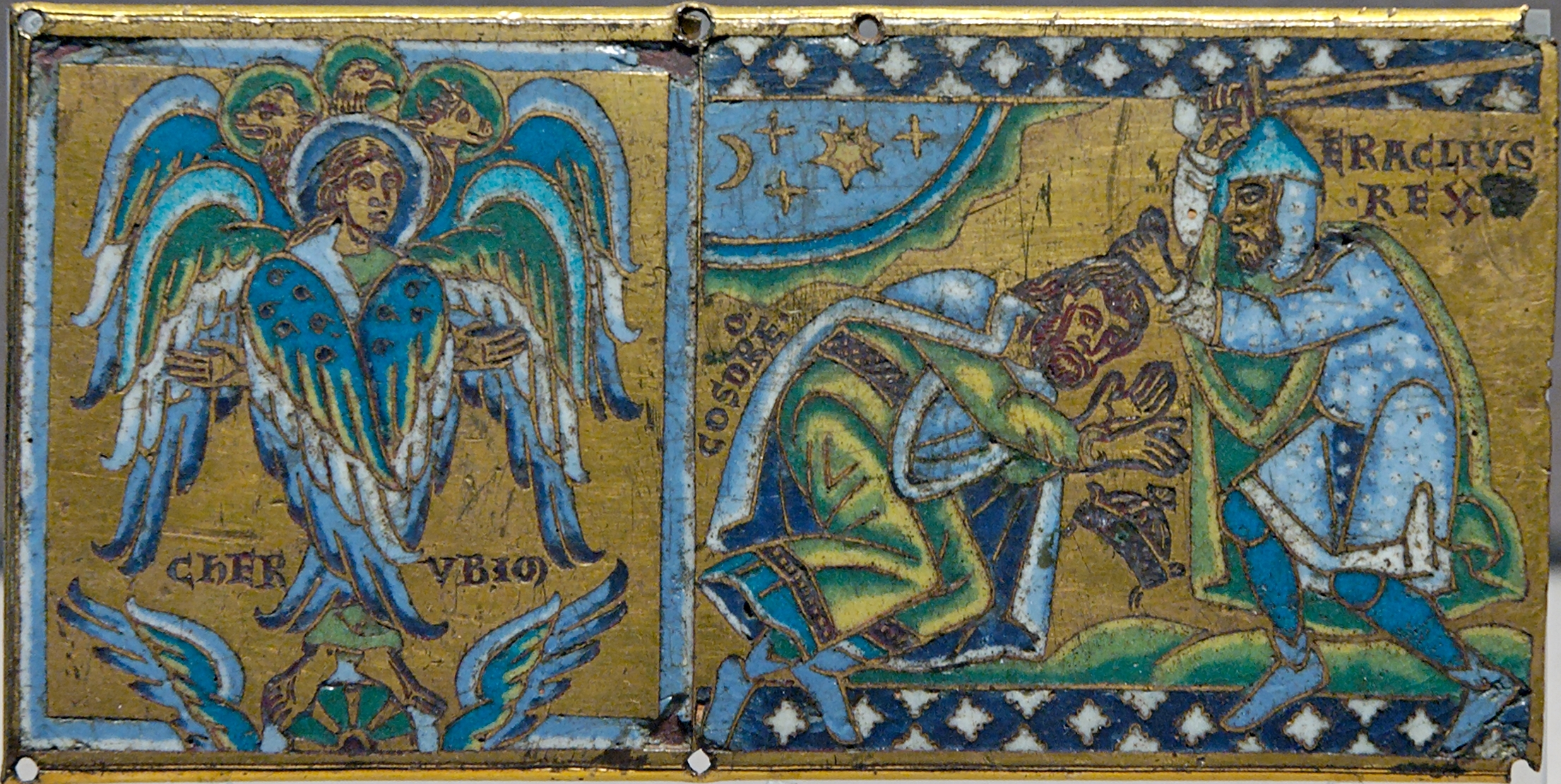
Champlevé enamel vẽ trên 1 miếng đồng, năm 1160–1170, Louvre, Paris

Chiến thắng tại Nineveh đã không hoàn toàn vì quân Byzantine không thể chiếm được trại của lính Ba Tư. Tuy vậy, chiến thắng này đã đủ để phá tan sự chống cự còn lại của đế quốc Ba Tư.
Không còn đội quân Ba Tư nào có khả năng chống lại, quân đội của Heraclius đã cướp bóc Dastagird, cung điện của Khosrau và chiếm được rất nhiều tài sản bao gồm cả: 300 lá cờ Byzantine / La Mã bị chiếm giữ sau nhiều năm chiến tranh. Khosrau đã chạy trốn đến vùng núi Susiana để hỗ trợ cho việc phòng thủ của thành phố Ctesiphon. Heraclius không thể tấn công thành phố Ctesiphon vì Kênh Nah Girls đã bị chặn bởi cây cầu hỏng.
Quân đội Ba Tư đã nổi dậy và lật đổ Khosrau II, đưa Kavadh II con trai của Khosrau lên ngôi, còn được gọi là Siroes, thay cho ông. Khosrau đã bị giết trong ngục  sau khi chịu đụng sống năm ngày trong điều kiên đủ để sống qua ngày, và bị chịu cái chết từ từ bởi mũi tên vào ngày thứ năm. Kavadh đã ngay lập tức gửi lời đề nghị hòa bình đến cho Heraclius. Hoàng đế Heraclius không áp đặt các điều khoản nặng nề vì biết rằng đế chế Byzantine cũng không thể tiếp tục cuộc chiến. Theo hiệp ước hòa bình, đế chế Byzantine lấy lại tất cả các lãnh thổ bị chiếm, những người lính bị bắt, khoản bồi thường chiến tranh và các thánh vật tôn giáo như: Thập giá Đích thực và các thánh tích khác đã bị mất ở Jerusalem vào năm 614. Trận chiến là cuộc giao tranh cuối cùng của chuỗi Chiến tranh La Mã-Ba Tư.